# Friedrich August Köttig

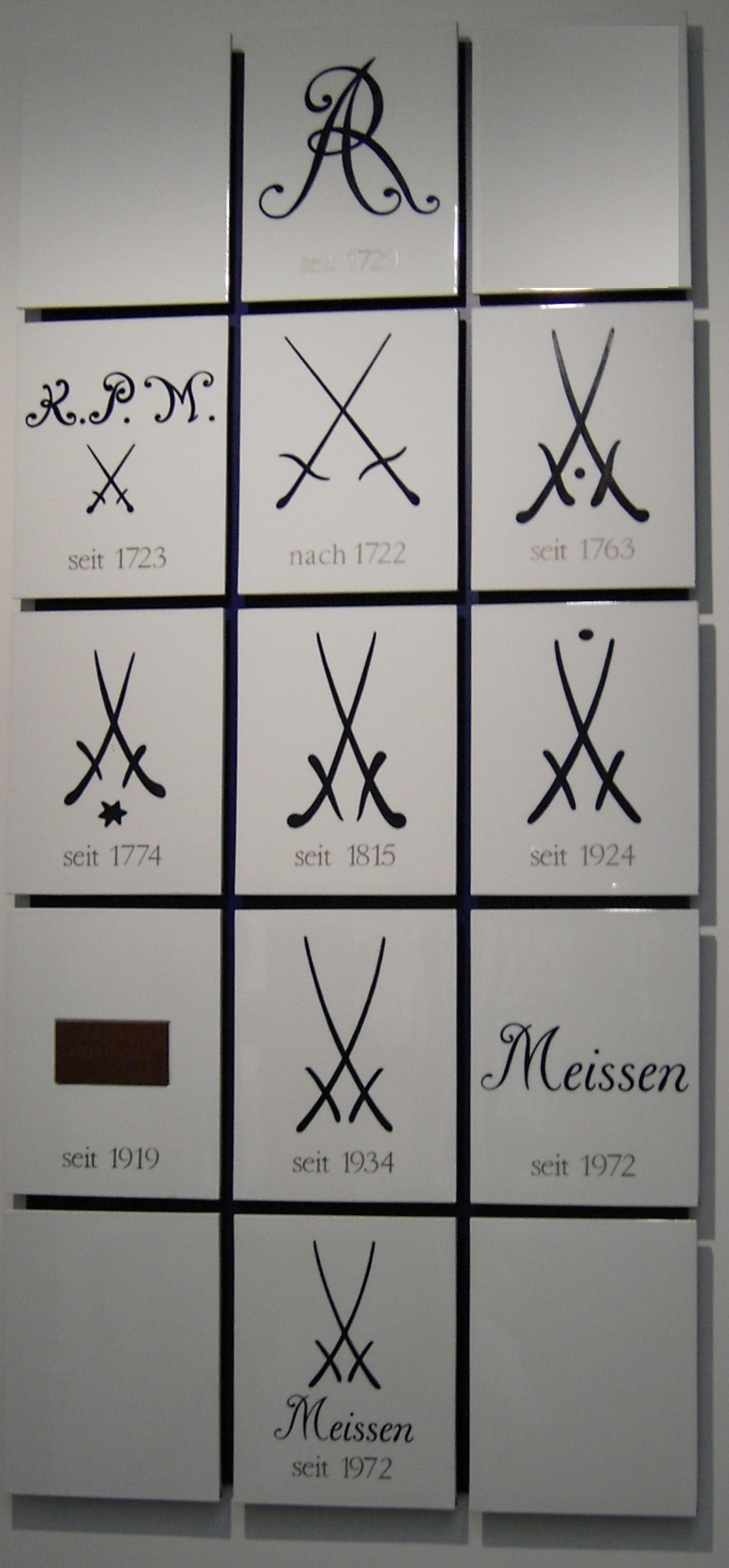
Marca característica de la porcelana de Meissen.

Friedrich August Köttig (2 de septiembre de 1794 en Schwemsal - 1864 en Meißen) fue un inventor y arcanista que trabajó en la factoría real de porcelanas en Meißen. Es conocido por haber sido uno de los primeros introductores del icono con dos sables cruzados, que caracteriza a la factoría de porcelana de meißen. Köttig descubrió en el año 1828 el Meißner Lasursteinblau (azul de Meissen), estas investigaciones dieroncomo resultado el empleo del azul ultramarino en 1829 para la fabricación y decoración de porcelana.
- Datos: Q109652